# Tidan (tätort)
Tidan är en tätort i norra delen av Skövde kommun i Västra Götalands län, belägen där Västra stambanan korsar ån Tidan.

## Historia
Tidan etablerades som stationssamhälle, och på orten fanns en yllefabrik, som numera är nedlagd och sedan 1987 används som loppmarknad.
Tidan är kyrkby i Vads socken med en del i Götlunda. Efter kommunreformen 1862 ingick orten i Vads landskommun och Götlunda landskommun. I dess inrättades för orten 26 november 1937 Tidans municipalsamhälle. Landskommunerna med orten uppgick 1952 i Tidans landskommun där Tidan var centralort och municipalsamhället upplöstes med utgången av 1957. Orten ingår sedan 1971 i Skövde kommun.

### Befolkningsutveckling
| Befolkningsutvecklingen i Tidan 1960–2020 | Befolkningsutvecklingen i Tidan 1960–2020 | Befolkningsutvecklingen i Tidan 1960–2020 | Befolkningsutvecklingen i Tidan 1960–2020 | Befolkningsutvecklingen i Tidan 1960–2020 |
| ----------------------------------------- | ----------------------------------------- | ----------------------------------------- | ----------------------------------------- | ----------------------------------------- |
|                                           |                                           |                                           |                                           |                                           |
| År                                        |                                           |                                           | Folkmängd                                 | Areal (ha)                                |
| 1960                                      | 1960                                      |                                           | 956                                       |                                           |
| 1965                                      | 1965                                      |                                           | 993                                       |                                           |
| 1970                                      | 1970                                      |                                           | 958                                       |                                           |
| 1975                                      | 1975                                      |                                           | 981                                       |                                           |
| 1980                                      | 1980                                      |                                           | 1 011                                     |                                           |
| 1990                                      | 1990                                      |                                           | 1 054                                     | 135                                       |
| 1995                                      | 1995                                      |                                           | 985                                       | 135                                       |
| 2000                                      | 2000                                      |                                           | 916                                       | 132                                       |
| 2005                                      | 2005                                      |                                           | 939                                       | 132                                       |
| 2010                                      | 2010                                      |                                           | 935                                       | 132                                       |
| 2015                                      | 2015                                      |                                           | 989                                       | 143                                       |
| 2020                                      | 2020                                      |                                           | 986                                       | 144                                       |
|                                           |                                           |                                           |                                           |                                           |

## Samhället

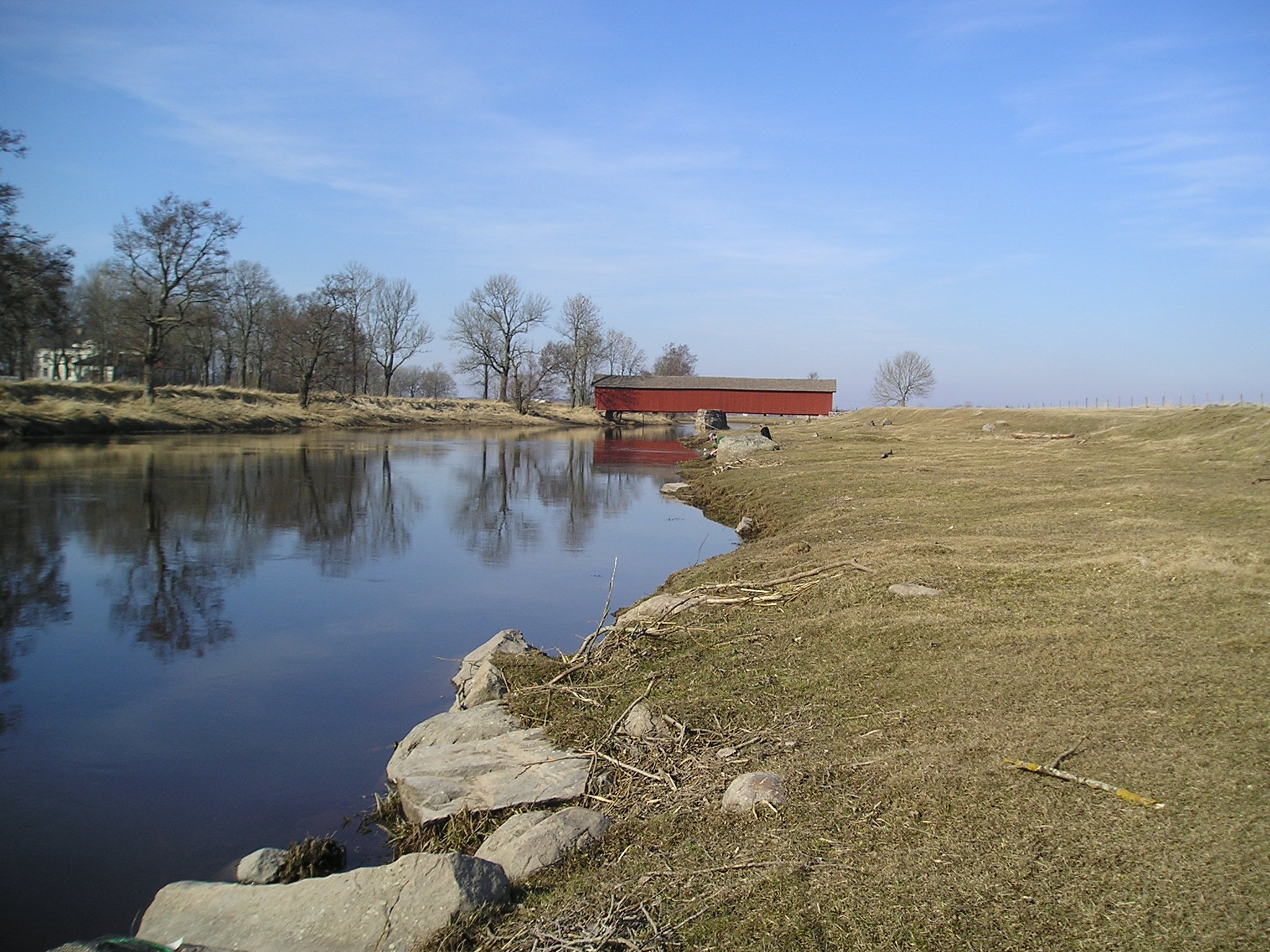
Vaholms bro

Vads kyrka och antikvariatet Böckernas hus ligger i Tidan. 
I utkanten av Tidan ligger gården Vaholm. Vaholm har diskuterats som en tänkbar placering av den forna Vads kungsgård, ett av Uppsala ödgodsen. Gårdens märkligaste byggnad är den övertäckta träbron Vaholms bro över ån Tidan. Enligt uppgift skall bron vara byggd mellan 1830 och 1880 och är förmodligen Sveriges enda övertäckta träbro.

## Kommunikationer
Länsväg 200 går genom samhället, liksom Västra stambanan.

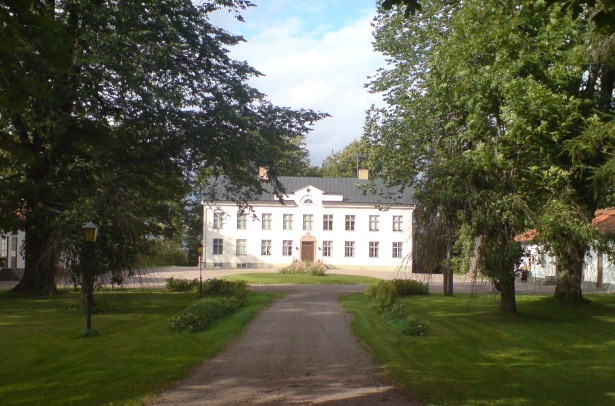
Vaholms herrgård.
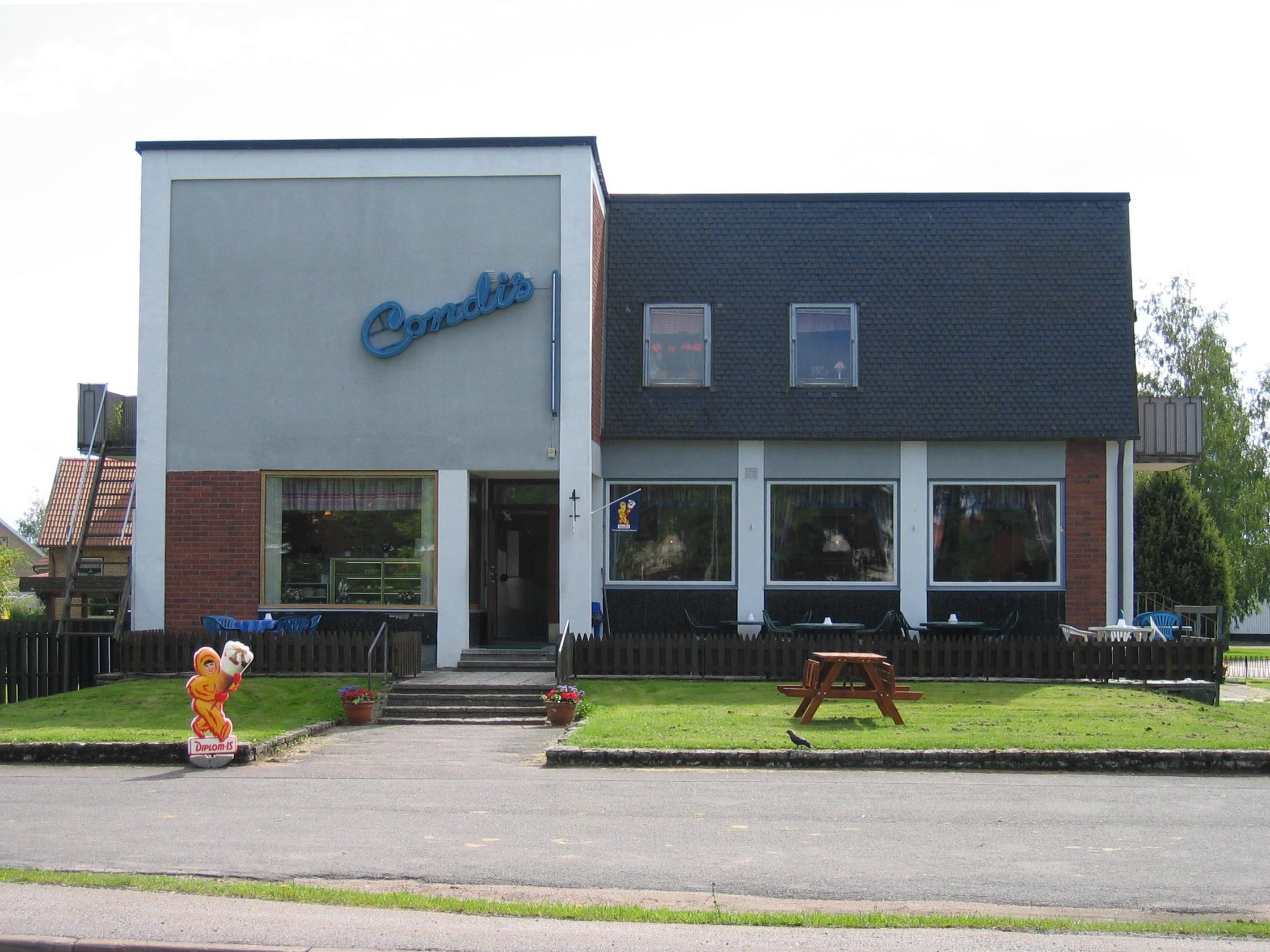
Konditoriet i Tidan, 2004.

## Kända personer
Både Bert Karlsson och Alf Svensson är födda i Tidan liksom fotbollsspelaren Nils "Tidan" Johansson. 

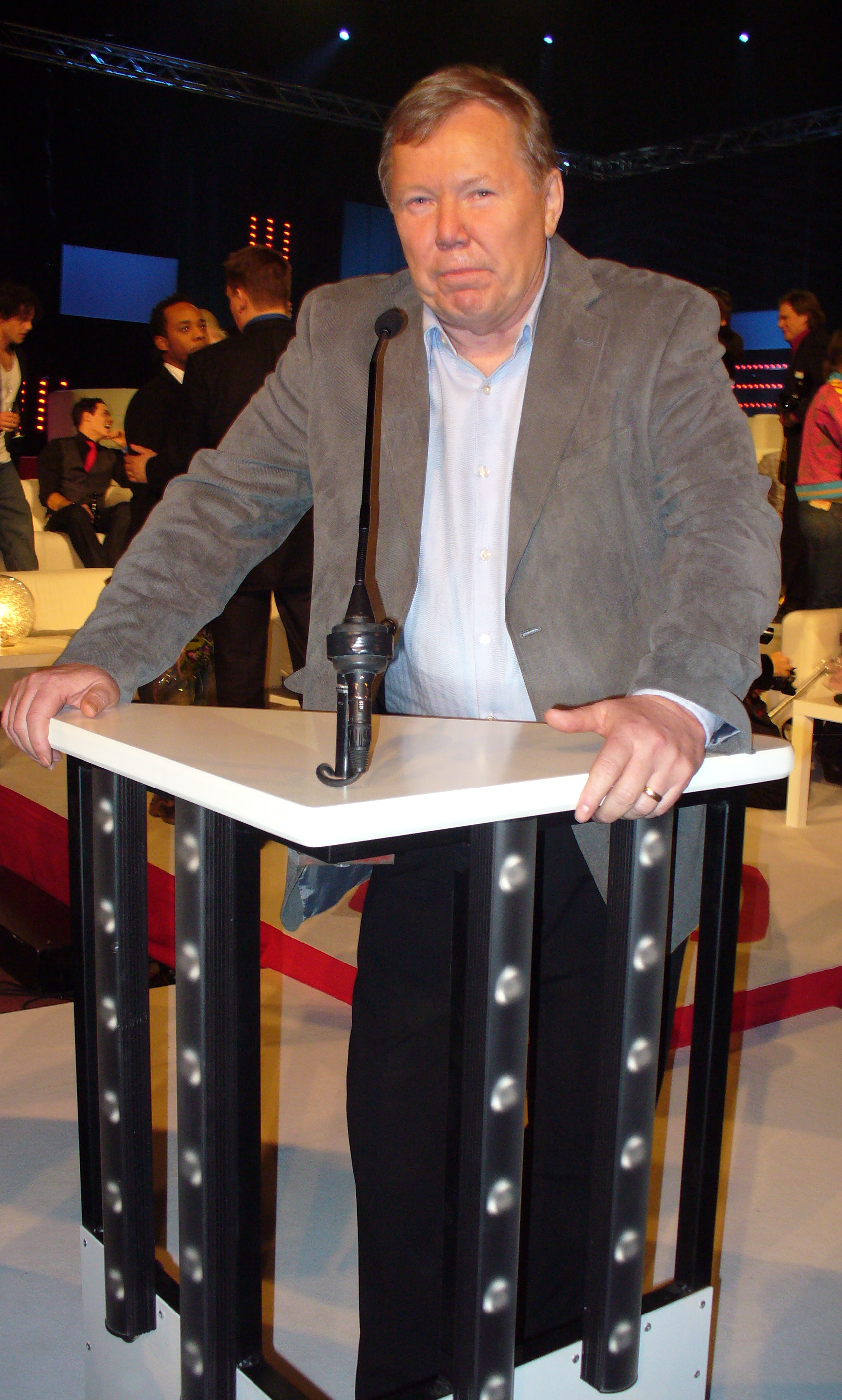
Bert Karlsson
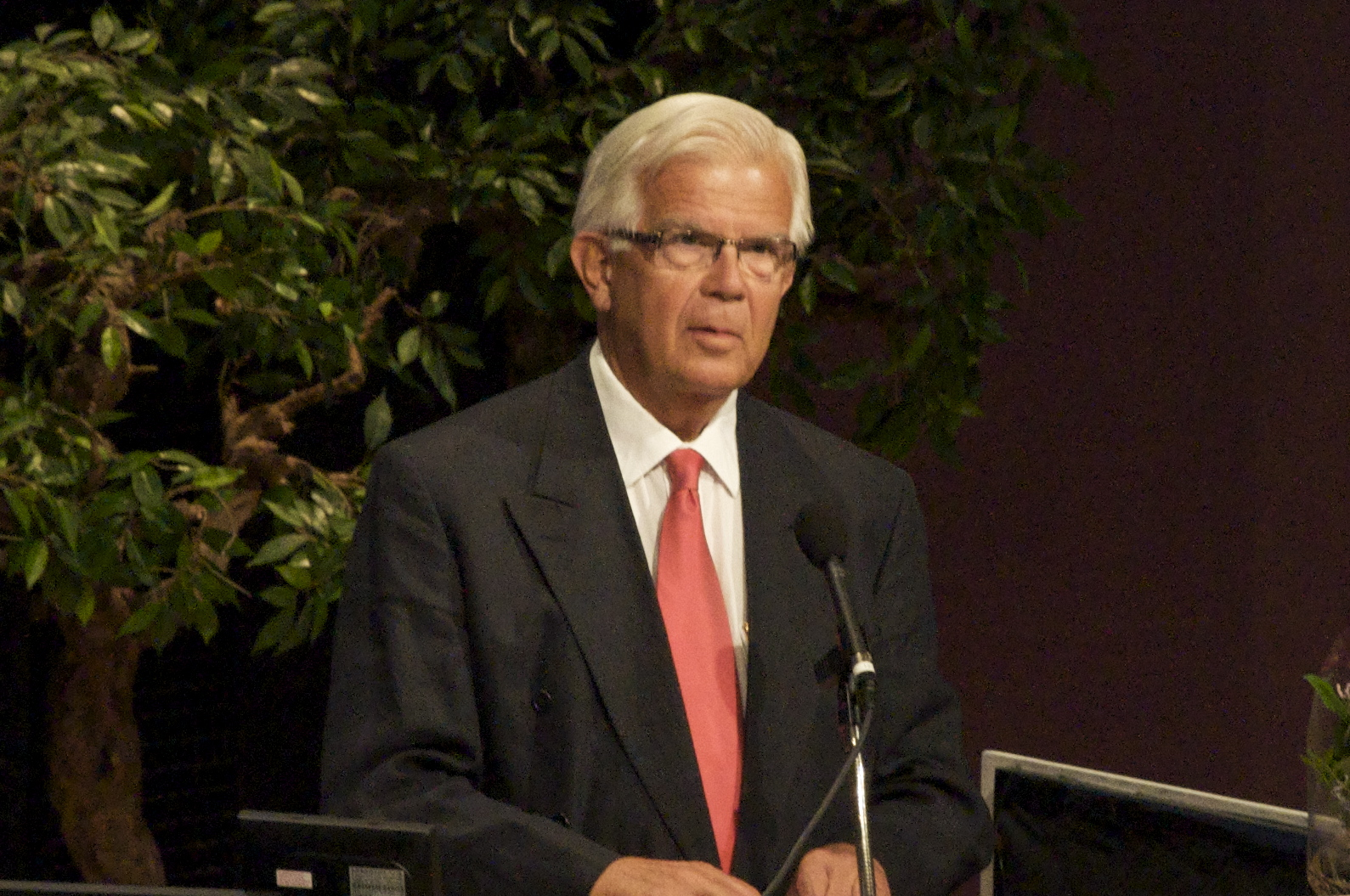
Alf Svensson